# Mar de Mármara
El mar de Mármara (en turco: Marmara denizi; en griego: Μαρμαρα̃ Θάλασσα  o  Προποντίδα), (también Mármora, Blanco, Menor) antiguamente llamado Propóntide, es un brazo de mar que une las aguas del mar Negro y del mar Egeo, y separa, por lo tanto, la parte asiática de Turquía de la parte europea a través del Bósforo y los Dardanelos.

## Geografía
Situado entre los estrechos del Bósforo y los Dardanelos, separa Estambul en su lado asiático y lado europeo. La superficie de este mar es de 11.350 km². El mar de Mármara tiene unos 200 km de longitud y 75 km de anchura, con profundidad media de 494 m, alcanzando un máximo de 1355 m en el centro. No tiene fuertes corrientes. La medida de salinidad es de 22 partes por mil. Se formó hace 2 500 000 años, en el último período del Plioceno. Es una zona de frecuentes seísmos.
Hay dos grupos de islas principales, denominadas islas Príncipes y de Mármara. El último grupo es rico en mármol, y de ahí deriva el nombre del mar, ya que mármaros significa «mármol», en griego.

## Geología

### Formación del Mar
El mar de Mármara ha sufrido un constante cambio de periodos geológicos, especialmente durante la Edad del Hielo, convirtiéndose en un lago y en ocasiones en un mar. Por ejemplo, durante el Mioceno, hace unos 20 millones de años, el mar de Mármara formaba parte de un mar más grande, junto con el mar Negro, el mar Caspio y un mar interior que se extiende hasta Hungría. Cuando se examina el período geológico cercano del mar, se entiende que hace 12 mil años el nivel del mar era de -85 m y el Mármara era un lago. El período en que el Marmara se convirtió en el mar por última vez data de hace 6500-7000 años. Durante este período, la inundación del Mar Negro ocurrió como resultado de que el Bósforo se llenó de agua.y el mar de Mármara medió en la subida del nivel del agua en el Mar Negro, que es un lago, y su transformación en mar.

### Cambios geológicos
Los principales cambios en el mar de Mármara, que coinciden con el período geológico muy reciente, son los siguientes;
Península de Kapidag : Históricamente, cuando era una isla y considerando su superficie, era la isla más grande del mar de Mármara, y se convirtió en una península al fusionarse con la tierra al formarse un tómbolo.
Lagos Büyükçekmece y Küçükçekmece: Si bien ambos lagos eran valles erosionados por los ríos, se convirtieron en una bahía como resultado del aumento del nivel del mar. Los aluviones que se acumularon en la boca de la bahía con el tiempo formaron diques aluviales llamados abulón, estrechando o cerrando la boca de la bahía, haciendo que la bahía se convirtiera en un lago.
Isla Vordonisi : Una de las Islas Príncipe y se cree que la región, que hoy se llama las rocas del monasterio, se hundió como resultado de un terremoto que tuvo lugar durante el período Nizam en el año 1000 d. C. Las ruinas del monasterio que datan del año 500 d. C., encontradas durante las inmersiones, prueban que la región fue una isla en el pasado.

### Fallas y Terremotos
Bajo el mar de Mármara, existe una zona de falla sísmicamente activa, también conocida como falla o fallas de Mármara, ubicada al oeste de la línea de falla de Anatolia del Norte. Estas fallas, que han causado gran destrucción con los terremotos que han producido a lo largo de la historia, son las responsables de terremotos como el Gran Terremoto de Estambul de 1509 y el Terremoto de Gölcük de 1999. Además, hoy existe riesgo de tsunami en este mar. Para ello, se ha instalado un sistema de alerta de tsunamis en el mar.

## Historia
Si se omiten los estrechos, lo primero que se menciona históricamente sobre el mar de Mármara es la expedición de los argonautas. En la historia mitológica de estos marineros que navegaron al mar Negro en busca del vellocino de oro bajo el liderazgo de Jasón, los marineros también visitaron las costas de Mármara. Durante el periodo helenístico, dado que los estrechos y el mar de Mármara se encontraban en las rutas de migración de los peces, la pesca pasó a primer plano en las ciudades costeras. El uso del motivo del pez en las monedas de ciudades como Bizancio es un ejemplo de ello.
La Propóntide (Προποντίς, -ίδος, de pro, «antes/anterior» y Pontos, «mar») era el nombre que los antiguos griegos otorgaron a dicho mar, porque les permitía acceder al Ponto Euxino (mar Negro). Las principales ciudades de la Propóntide eran Bizancio y Calcedón, en el estrecho del Bósforo. Las regiones bañadas por este mar eran, en la costa asiática, Misia al sur y Bitinia al norte, y en la costa europea, Tracia Oriental.
Herman Melville, el autor de Moby Dick, cuenta que el historiador bizantino Procopio, que vivía en Estambul, mencionó que una ballena atacaba a los barcos en el mar de Mármara en el siglo X d. C. Otro escritor histórico, Ahmet Mithat Efendi, en su libro "Sayyadane Bir Cevelan", menciona huesos de ballena colgados en las Murallas de Constantinopla. Menciona que cuando se perdió la abundancia del mar debido a los huesos extraídos, el sultán emitió una fatwa ordenando que se encontraran los huesos y se colgaran de nuevo.
El mar de Mármara es rico en naufragios históricos. Aparte del mayor puerto bizantino el Puerto de Teodosio y de los pecios portuarios descubiertos durante las excavaciones de Mármara y, hay muchos otros pecios que datan del siglo VI al XIII en diferentes partes del mar. Aparte de estos, los naufragios de países otomanos y extranjeros que se remontan a la Primera Guerra Mundial son importantes en términos de historia naval, ya que muestran las batallas libradas en el mar de Mármara.
Algunos buques militares y civiles hundidos en el Mármara durante el periodo otomano son los siguientes:
- AE2, el primer submarino enemigo que entró en el Mármara. Este submarino australiano fue hundido por el crucero turco Sultan Hisarı frente a Karaburun en Çanakkale.
- El acorazado Barbaros Hayreddin fue hundido por el submarino británico E-11 frente a Bolayır,Galípoli.
- El destructor Samsun fue hundido por el submarino británico E-11 el 14 de agosto de 1915.
- Ferry Bahrisefit, hundido por el submarino británico E-2 el 19 de agosto de 1915 en el puerto de Erdek.
- El ferry Bitinye fue hundido por el submarino británico E-11 el 2 de junio de 1915 frente a Akbaş.
- La cañonera Nur ul Bahir (Nur-ek Bahir, Nurel Bahir) fue hundida por el submarino británico E-14 el 1 de mayo de 1915.
- El ferry Seyhun fue hundido por el submarino británico E-11 frente a Akbaş el 5 de agosto de 1915.
- Peleng-i Derya fue hundido por el submarino británico E-11 frente a Bakırköy el 23 de mayo de 1915.
- Guía Ferry
- El ferry Hünkar İskelesi fue hundido por el submarino británico E-11 frente a Şarköy el 23 de agosto de 1915.

La falla del Norte de Anatolia, que ha provocado varios de los terremotos más devastadores en Turquía, como el terremoto con epicentro en Izmit de 1999, discurre bajo el mar de Mármara.

## Mar interior de Turquía
Otra característica interesante del Mar de Mármara es que sus partes centrales se encuentran a más de 12 millas náuticas de la costa. Así, según el derecho marítimo internacional, estas partes medias quedan fuera de las aguas territoriales turcas. Sin embargo, dado que no hay otro estado ribereño y está rodeado por aguas territoriales turcas en todas direcciones, todo el mar de Mármara está en aguas territoriales turcas. La razón principal de esto es que Turquía tiene el mar de Mármara como un mar interior como un "derecho antiguo" reconocido por el derecho internacional. La zona económica exclusiva prevista para alta mar no es posible para el mar de Mármara, dada la plena soberanía del Estado en el mar territorial.

## Economía

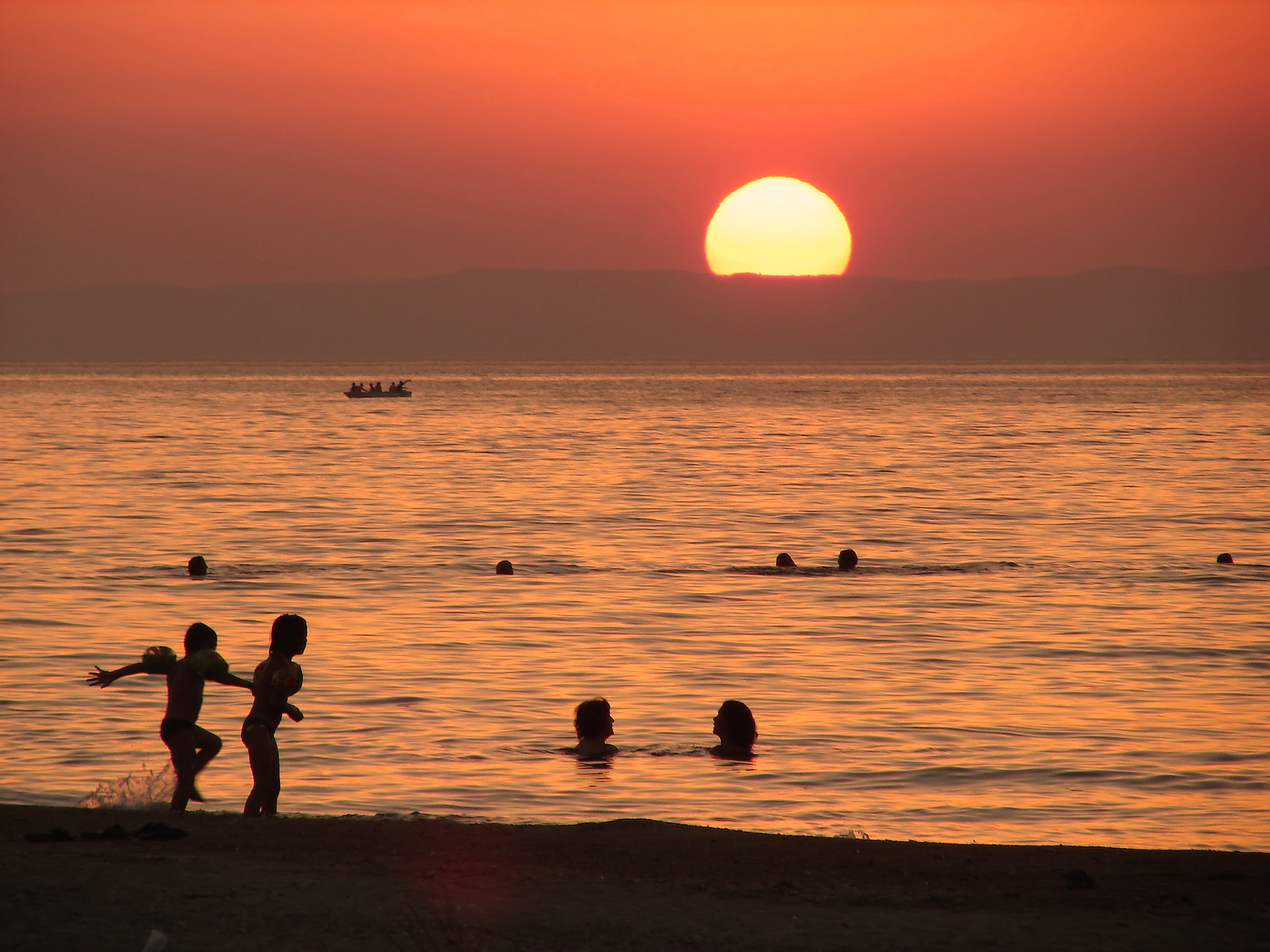
Puesta de sol en la isla Avşa.

La pesca ha sido una ocupación importante en el mar de Mármara desde la antigüedad. En 2010, el pescado capturado en el mar constituía el 8,36% de la pesca de Turquía. Sin embargo, hoy en día, algunos factores como la sobrepesca y la contaminación amenazan las poblaciones de peces en Mármara. El número de especies de valor comercial y la cantidad de peces capturados presentan una tendencia a la baja. Según datos del Instituto Turco de Estadística (TUIK) en 2009 se capturaron 31 mil toneladas de pescado frente a las 68 mil toneladas de pescado capturadas en el Mármara en 2004.
En cuanto a la minería, el primer yacimiento de gas natural en los mares turcos fue hallado por TPAO en el campo de Mármara Norte con la perforación del pozo Mármara Norte-1 a 1.200 m de profundidad en 1988. El yacimiento se encuentra a 5 km al oeste de Silivri, a 2,5 km de la costa. La producción de gas natural en el yacimiento de Mármara Norte comenzó en 1997.
En cuanto al turismo marítimo, las costas de Silivri, Marmara Ereğlisi, Yalova y la isla de Avşa han cobrado protagonismo dentro de la región.

## Accidentes
Diversos accidentes han resultado en muertes o contaminación a gran escala solo en el mar de Mármara, excluyendo los Estrechos, vale mencionar los siguientes;
- 1975, el 30 de enero, el avión de pasajeros F-28-1000 Fokker Fellowship tipo Bursa de THY se estrelló contra el mar. 41 personas murieron en el accidente.
- 1979, después del accidente del petrolero Independenta el 15 de noviembre, 714,760 barriles de petróleo crudo fueron quemados o mezclados con el mar en el incendio que duró 27 días. 43 personas murieron en el accidente.
- 1997, Incendio del petrolero TPAO de 1997: el 13 de febrero, el petrolero llamado TPAO se quemó en el Astillero Pendik durante el mantenimiento y la reparación. Como consecuencia del incendio se vertieron al mar 1.500 toneladas de fuel-oil.
- El 7 de noviembre de 1999, los barcos Semele y Shipka chocaron frente a Yenikapı y, como resultado del accidente, se derramaron al mar 10 toneladas de fuel-oil. El barco Semele se hundió.
- El 29 de diciembre de 1999, el petrolero llamado Volganeft 248 se partió en dos frente a Florya debido al mal tiempo y una de estas partes se hundió. Se estima que 1.500 toneladas de fuel-oil se derramaron en el mar debido al accidente.

## Fauna
- La foca monje del Mediterráneo, que podía verse incluso en las costas de Estambul en la década de 1950, es la especie más críticamente amenazada que vive en el mar. La población de Mármara de estos mamíferos, de la que se cree que quedan 600 individuos en todo el mundo, vive en el sur del mar, en la península de Kapıdağ y las islas circundantes.[11]
- Los estudios realizados en el 2011 sobre la población de las tortugas marinas Caretta caretta que viven en la zona de Kazanağzı de Mármara en la actualidad han fracasado en identificar individuos pertenecientes a la especie.[12] Esto sugiere que la especie está extinguida en el mar de Mármara. A pesar de ello, ocasionalmente se ven otras tortugas marinas en el mar. Por ejemplo, una tortuga laúd capturada en redes en el mar de Mármara en 1997.[13]

Aparte de estos, los tiburones que se capturan de vez en cuando y varias especies de delfines que también se pueden observar en las costas de Estambul son otras partes del mar de Mármara.

## Amenazas
La contaminación es uno de los principales problemas del mar de Mármara. Especialmente los residuos de ciudades densamente pobladas como Estambul e Izmit en el noreste del mar y las plantas industriales pesadas alrededor de la bahía de Izmit son las causas de la contaminación del mar. Cada día se vierten aproximadamente 0,3 millones de metros cúbicos de residuos industriales y 2,1 millones de metros cúbicos de residuos domésticos. se considera un signo de esta contaminación.
El cambio de la estructura del mar con el Calentamiento Global y las especies invasoras son nuevas amenazas para el mar de Mármara. Las medusas venenosas y el pez globo son especies invasoras ejemplares en Mármara.